# Leopold és Loeb

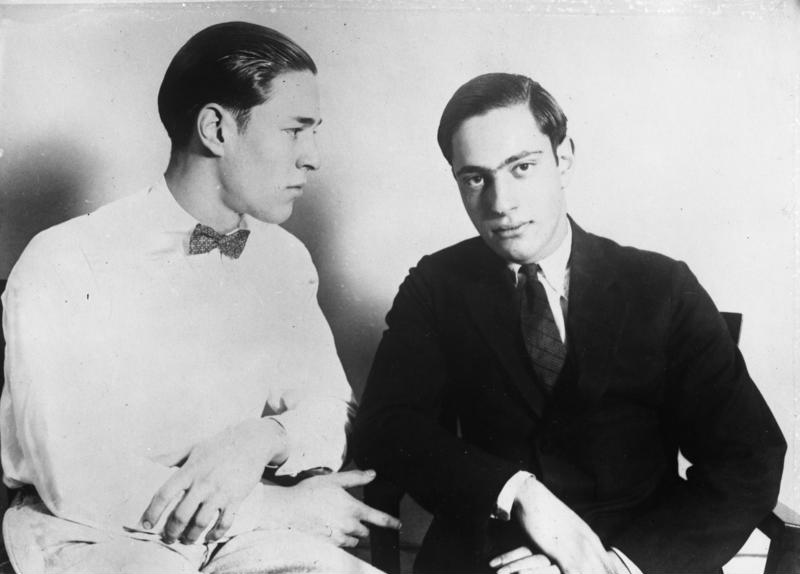
Loeb és Leopold 1924 augusztusában

Leopold és Loeb néven vált ismertté Nathan Freudenthal Leopold, Jr. (Chicago, 1904. november 19. – Puerto Rico, 1971. augusztus 29.) és Richard Albert Loeb (Chicago, 1905. június 11. – Joliet, 1936. január 28.) a Chicagói Egyetem két hallgatója, akik 1924. május 21-én előre kitervelten meggyilkolták a tizennégy éves Bobby Frankset.
Tettüket azért követték el, hogy megvalósítsák a tökéletes bűncselekményt. Cselekedetük nagy megdöbbenést keltett, mert a gyilkosságot két jómódú családból származó, intelligens, fiatal diák követte el. Bírósági tárgyalásuk nagy nyilvánosság mellett zajlott, melyet az „Évszázad perének” kiáltottak ki. Az eljáró bíró ítéletében életfogytiglani börtönbüntetést szabott ki rájuk.

## Motiváció

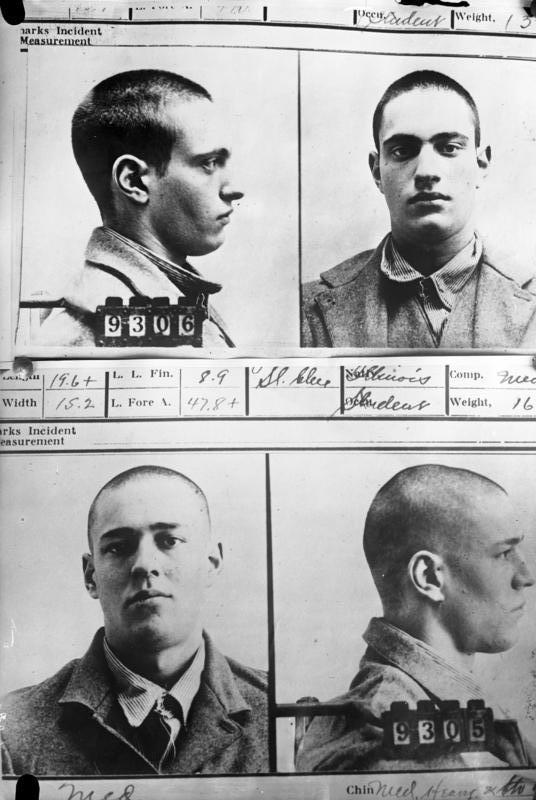
Nathan Leopold (fent) és Richard Loeb (1924/1925 körül)

A gyilkosság elkövetésekor Leopold 19 éves, Loeb 18 éves volt. Mindketten az University of Chicago hallgatói voltak. Magas intelligenciahányadossal rendelkeztek, kimagasló tanulmányi eredményeket értek el. Leopold már befejezte az egyetemet és Phi Beta Kappa társaság tagja volt. Jogot hallgatott, emellett ornitológiai tudásával is kitűnt. Rajongott Nietzsche munkásságáért: nagy hatással volt rá az egyik elmélete, az emberfeletti ember. Loeb az University of Michigan történetének legfiatalabb diplomása volt.
A két diák Chicago egyik jómódú környékén, Kenwoodban lakott. Még tinédzserként ismerkedtek össze a Chicagói Egyetemen. Leopold Loeb cinkostársa lett: kezdetben kisebb lopásokat követtek el, majd egyre nagyobb bűncselekmények következtek, végül a gyilkosság.

## A gyilkosság
Leopold és Loeb hét hónapon át tervezték a gyilkosságot és azt, hogy hogyan jussanak váltságdíjhoz a lebukás legkisebb kockázata nélkül. A páros 1924. május 21-én egy bérelt kocsiba csábította Bobby Frankset, Loeb egyik távoli rokonát. Egyikük egy vésővel mért ütést rá, majd egy zoknit tömött a szájába. Franks nem sokkal később meghalt. A testet a Hammondi Wolf-tóhoz vitték, hogy eltüntessék. Az áldozatot levetkőztették, ruháit az út szélén hagyták. Franks testére sósavat öntöttek, hogy az azonosítást megnehezítsék. Ezt követően megvacsoráztak egy hotdog-árusnál.
Chicagóba visszatérve felhívták Bobby édesanyját, hogy tudassák: Bobbyt elrabolták. Küldtek egy levelet is a váltságdíjról. Elégették a véres ruhadarabjaikat, és a kocsi kárpitjából is megpróbálták eltüntetni a vérfoltokat. Az este további részét kártyázással töltötték. Még azelőtt, hogy Bobby anyja kifizette volna a váltságdíjat, felfedezte a holttestet egy lengyel bevándorló Tony Minke. Mikor erről tudomást szereztek, tönkretették az írógépet, mellyel a levelet írták, és elégették a holttest mozgatásához használt köntöst is.
Hugh Patrick Byrne nyomozó bizonyítékok után kutatva talált egy szemüveget a holttest mellett. A szemüveg teljesen hétköznapi darab volt, egy dolgot kivéve: a zsanérjának egyedi kialakítása volt. Mint kiderült Chicagóban csupán három ember vásárolt szemüveget ilyen zsanérral, az egyik Loeb volt. A rendőrség felkereste Loeböt, aki azt állította, hogy a szemüveget madárfigyelés közben vesztette el. Elmondta, hogy Leopold vele volt a gyilkosság éjszakáján. Felvettek két nőt, akiket a golfpálya közelében tettek ki, de a nevüket nem jegyezték meg. Később kiderült, hogy Leopold autója sofőrjük garázsában állt azon az éjszakán. Ezt a tényt a sofőr felesége is megerősítette.
A kihallgatás során Leopold és Loeb alibije darabokra hullott. Először Loeb, majd Leopold tett vallomást. Bár a vallomásukat a tények többségében alátámasztották, mindketten a másikat vádolták a gyilkosság elkövetésével. A legtöbb kommentátor úgy vélte, hogy Loeb mérte a végzetes ütést Bobby Franksre.
A gyilkosság motivációja nem a váltságdíj volt; családjuk stabil anyagi hátteret biztosított nekik. Elismerték, hogy a vadászat izgalma vezette őket és a vágy, hogy a tökéletes bűncselekmény hajtsák végre.

## A tárgyalás

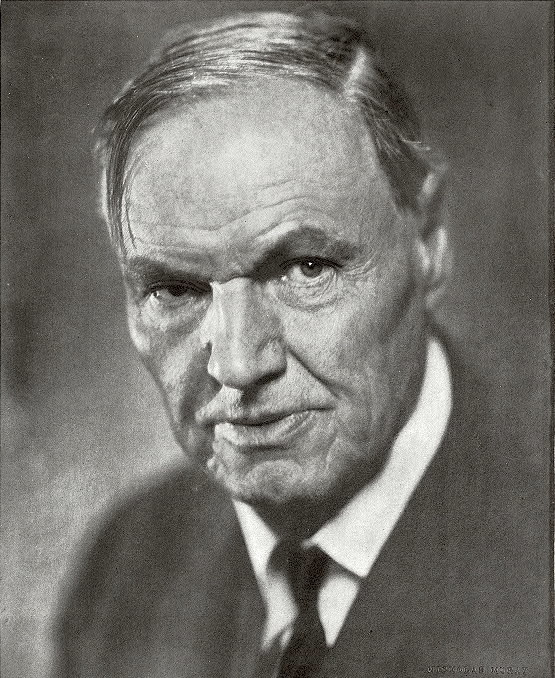
Clarence Darrow ügyvéd (1922)

Perük nagy médianyilvánosságot kapott, az első esetek egyike volt melyet az Egyesült Államokban az „Évszázad perének” neveztek. A tárgyalást a Courthouse Place-ben tartották. Loeb családja a 67 éves Clarence Darrow ügyvédet fogadta fel, aki ismert volt arról, hogy ellenzi a halálbüntetést és a darwinizmus lelkes híve. A média arra számított, hogy Darrow beszámíthatatlanságra hivatkozva fogja kérni ügyfelei felmentését, ehelyett mindenki meglepetésére mindkét vádlott bűnösnek vallotta magát. Így sikerült elkerülniük az esküdtszéki tárgyalást, amely minden valószínűség szerint elmarasztaló ítéletet vagy a halálbüntetést jelentette volna. Helyette Cook County körzeti bíróság bírája John R. Caverly járt el az ügyben.
A tárgyalás utolsó napján Darrow mintegy 12 órás védőbeszédet mondott, melyet pályája legjobbjának tartott. A bíróság Leopoldot és Loeböt életfogytiglani szabadságvesztésre ítélte a gyilkosságért és további 99 évre a gyermekrablásért. A bíró az ítélethozatal során figyelembe vette, hogy a vádlottak kiskorúak voltak a bűncselekmény elkövetésekor.

## Az ítélet után
Leopold és Loeb az Illinois állambeli Joliet Correctional Centerben töltötte büntetését. 1936. január 28-án Loeböt egy fogolytársa James E. Day a zuhanyzóban megtámadta, és a torkát egy borotvapengével elvágta. Loeb belehalt sérüléseibe. Day a vallomásában azt állította, hogy Loeb meg akarta erőszakolni, de ez nem nyert bizonyítást. Ennek ellenére vallomását elfogadták és az esetet önvédelemnek minősítették.
Leopoldot 1958-ban 33 év büntetés után feltételesen szabadlábra helyezték. Még ebben az évben megírta önéletrajzi könyvét Life plus 99 Years címmel. Puerto Rico-ba költözött, hogy elvonuljon a nyilvánosságtól. Megházasodott. A Castañer General Hospitalban Castañerben, Puerto Rico-ban dolgozott labor és röntgenasszisztensként. 66 éves korában 1971. augusztus 27-én szívrohamban halt meg.

## Megjelenésük a kultúrában
A bűneset számos film és irodalmi mű alapját képezte. A legelső közülük Patrick Hamilton 1929-es The Rope című színműve volt, melyből a BBC 1939-ben saját készítésű TV-filmet mutatott be. A műből Alfred Hitchcock A kötél címmel készített mozifilmet, melyet 1948-ban mutattak be. 1956-ban Meyer Levine dolgozta fel a történetet Compulsion című regényében, a könyvben Leopold és Loeb nevét Steinerre és Straussra módosította. Három évvel később a regényből azonos címmel film is készült.
Michael Haneke Furcsa játék című 1997-es filmjét, valamint a belőle készült amerikai remake-et is az eset inspirálta. A bűneset szolgált alapjául Tom Kalin Ájulás című 1992-es alkotásának, valamint James Patterson A gyűjtő című bestsellerének (melyből 1997-ben mozifilm is készült azonos címmel), továbbá Stephen Dolginoff off-broadway darabjának a Thrill Me: The Story Leopold és Loeb. Barbet Schroeder 2002-ben bemutatott filmje, a Kísérleti gyilkosság az eredeti eseményekhez nagyon hasonló gyilkosságról szól.

## Fordítás
- Ez a szócikk részben vagy egészben  a   Leopold and Loeb című angol Wikipédia-szócikk ezen változatának fordításán alapul.  Az eredeti cikk szerkesztőit annak laptörténete sorolja fel. Ez a jelzés csupán a megfogalmazás eredetét és a szerzői jogokat jelzi, nem szolgál a cikkben szereplő információk forrásmegjelöléseként.